# Glossobius impressus
Glossobius impressus är en kräftdjursart som först beskrevs av Thomas Say 1818.  Glossobius impressus ingår i släktet Glossobius och familjen Cymothoidae. Inga underarter finns listade i Catalogue of Life.